# Por un Chile justo
Por un Chile justo fue una coalición electoral chilena que reunió a partidos políticos de centroizquierda e izquierda provenientes de la Concertación de Partidos por la Democracia y del pacto Juntos Podemos Más para enfrentar las elecciones municipales de 2012.
La lista estaba compuesta por el Partido Comunista de Chile (PCCh), la nueva Izquierda Ciudadana (IC, que aparecía inscrita como Izquierda Cristiana), el Partido por la Democracia (PPD) y el Partido Radical Socialdemócrata (PRSD) más otros candidatos independientes. El Servicio Electoral le designó, mediante sorteo, la letra "E" dentro de la papeleta de votación.

## Historia
En las elecciones municipales del año 2008, el PPD y el PRSD conformaron una lista de concejales separada del resto de la Concertación. Mientras ellos se presentaron como «Concertación Progresista», los partidos Demócrata Cristiano (PDC) y Socialista (PS) lo hicieron en la «Concertación Democrática». En la elección de alcaldes, el Partido Comunista con el Juntos Podemos Más consiguió «pactos de omisión» en algunas comunas.
De los partidos de la Concertación, el PRSD fue el único que se pronunció acerca del término de esa antigua coalición política, refiriéndose a esta como "superada" y han dado claras señales de querer realizar un pacto que supere las elecciones municipales y vaya más lejos, realizando un programa de Gobierno. Internamente su Consejo Nacional, así como el Congreso de su Juventud (ambos realizados el año 2012), propusieron como candidato presidencial al actual senador José Antonio Gómez, pese a la decisión de los demás partidos como el PS, quienes terminaron apoyando una posible reelección de la expresidenta Michelle Bachelet y el PDC que levantó la opción de Claudio Orrego. 
Tras la elección, donde consiguió 61 alcaldes y un 22,02% de votos en concejales, el pacto se disolvió para sumarse a la Nueva Mayoría. En las primarias presidenciales, el PPD, el PCCh y la IC decidieron apoyar a la precandidata socialista Michelle Bachelet, mientras el PRSD reafirmó la opción de José Antonio Gómez.
Entre sus propuestas, el pacto sugirió la realización de una asamblea constituyente como base de los cambios sociales y una profunda corrección del modelo económico actual.

## Resultados electorales

### Elecciones municipales
|  | 13,53 % |

|  | 22,02 % |